# ウィリー・ダベンポート
ウィリー・ダベンポート (William "Willie" D. Davenport、1943年6月8日 - 2002年6月17日)は、アメリカ合衆国の陸上競技選手。110mハードルの選手として4度のオリンピックに出場。

## 経歴
ダベンポートが最初に参加したオリンピックは1964年東京オリンピックで、110mハードルに出場したが、準決勝で敗退。次いで1968年メキシコシティーオリンピックに出場。今回は決勝に進出し13.33秒の世界新記録で金メダルを獲得。「ピストルが鳴った瞬間勝ったと思った。」と語っている。しかし、3大会連続出場となった1972年ミュンヘンオリンピックでは、メダルに届かず4位に終わっている。4大会連続出場となった1976年モントリオールオリンピックでは、3位に入り、前回の雪辱を果たし、2大会ぶりの表彰台となった。その後、1980年には、ボブスレー4人乗りの選手として、レークプラシッドオリンピックに出場。12位という結果を残している。

## 主な実績
| 年   | 大会                   | 場所                     | 種目         | 結果 | 記録    |
| ---- | ---------------------- | ------------------------ | ------------ | ---- | ------- |
| 1965 | ユニバーシアード       | ブダペスト(ハンガリー)   | 110mハードル | 3位  | 14.0秒  |
| 1967 | パンアメリカンゲームズ | ウィニペグ(カナダ)       | 110mハードル | 2位  | 13.55秒 |
| 1968 | オリンピック           | メキシコシティ(メキシコ) | 110mハードル | 1位  | 13.33秒 |
| 1972 | オリンピック           | ミュンヘン(西ドイツ)     | 110mハードル | 4位  | 13.50秒 |
| 1976 | オリンピック           | モントリオール(カナダ)   | 110mハードル | 3位  | 13.38秒 |